# 페드루 주니오르
페드루 비스푸 모레이라 주니오르(포르투갈어: Pedro Bispo Moreira Júnior, 1987년 1월 29일 ~ )는 짧게는 페드루 주니오르(포르투갈어: Pedro Júnior)라 불리는 브라질의 축구선수로, 포지션은 스트라이커이다. 현재 AA 폰치 프레타에서 활약하고 있다. K리그 시절 등록명은 페드로였다.

## 축구인 경력

### 선수 경력
빌라 노바의 유스 팀을 거쳐 2005년 성인 팀에 데뷔하였다.
이후 브라질의 여러 구단들을 거쳐 2007년 J리그 디비전 1 오미야 아르디자에 입단하였다. 오미야에서는 좋은 모습을 보이지 못했으나 2009년 알비렉스 니가타에서 21경기에 출전하여 10골을 기록하는 준수한 활약을 펼쳐 감바 오사카로 이적을 하게 된다. 하지만 감바 오사카에서 니시노 아키라 감독과 마찰을 빚는 등 불협화음을 내다가 팀을 떠났고 2011년 FC 도쿄 소속으로 다시 일본 무대에 모습을 드러내었으나 2경기 출전에 그친 채 방출되었다.
2013년 제주 유나이티드에 1년 계약으로 입단하였다. 제주에서 생활하면서 빠른 스피드와 뛰어난 득점력으로 2013 시즌 꾸준히 득점 랭킹 상위권을 유지하였다. 계약 종료 전 본인의 요청으로 J리그 디비전 2 비셀 고베로 이적했다. 고베는 2014년 1월 6일 페드로의 영입을 공식 발표하였다.